# Křivice

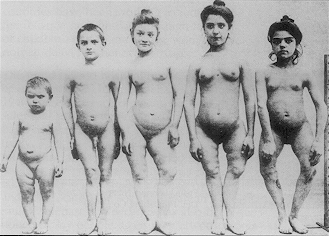
Děti trpící křivicí

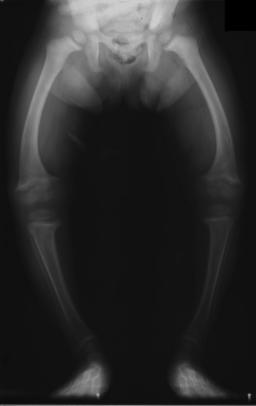
Dítě trpící křivicí na rentgenu

Křivice neboli rachitida (rachitis) je onemocnění dětí, vyvolané nedostatkem vitaminu D. Bývá způsobena nedostatečnou výživou, tedy výživou chudou na tento vitamin, ale také nedostatkem slunečního záření, jehož pomocí jej dovede tělo z některých látek tvořit.

## Projevy křivice
Tato choroba se projevuje těžkou poruchou tvorby kostí – kosti měknou, převažuje chrupavčitá hmota. Zatímco ve zdravé kostní tkáni je chrupavčité složky asi 30 %, v rachitické kosti až 70 %. Ubývá značně fosforečných solí, kdežto obsah vápenatých solí se celkem nemění. Kostní změny mají za následek, že dochází k poruchám ve tvaru kostí.
U kojence měknou kosti lebeční, zvláště týlní. Zuby rostou nepravidelně a jsou na kousacích plochách zoubkované, tvrdé patro je vysoko klenuté. Na žebrech je přechod části chrupavčité v kostní značně ztluštělý a tvoří tzv. rachitický růženec. I na ostatních kostech jsou hranice chrupavky a kosti zduřelé, kosti dolních končetin se ohýbají, dítě přestává chodit. Také obratle se hroutí a tím vznikají různé zkřiveniny páteře.

## Příčiny křivice
Tato choroba se vyvíjí u dětí, které trpí nedostatkem vitamínu D a nemohou si ho ani v těle tvořit pro nedostatek slunečního záření. Mnoho solí vápenatých a fosforečných v potravě urychluje vývin této choroby, neboť zvyšují spotřebu vitaminu D. Proto kravské mléko, které obsahuje těchto solí více než mléko lidské, ač má větší obsah vitaminu D, vyvolává křivici u kojenců, jestliže nebyly zachovány ostatní podmínky pro správné hospodaření vitaminem D, totiž dostatečný přívod vitaminu a hojnost světla.[zdroj?]

## Léčba
Léčení vyvinuté rachitis spočívá v podávání velkých dávek vitaminu D ve formě rybího tuku nebo různých léčebných přípravků vitaminu D a ve vystavování těla ultrafialovým paprskům slunečním nebo umělým (horské slunce).